# Khalid Tighazouine
Khalid Tighazouine (né le 18 juin 1977 à Ouarzazate) est un athlète marocain, spécialiste du 800 m. 

## Biographie
Khalid Tighazouine atteint les demi-finales des Jeux olympiques de 2000.
Il obtient ses meilleurs résultats lors de la saison 2001 : septième des championnats du monde à Edmonton, il remporte la médaille d'argent des Jeux méditerranéens à Radès, la médaille d'or des Jeux de la Francophonie à Ottawa, puis devient champion du monde universitaire à Pékin où il établit la meilleure performance de sa carrière en 1 min 45 s 27.
Il se classe cinquième des championnats d'Afrique 2002.

## Palmarès
| Date | Compétition             | Lieu     | Résultat | Épreuve | Temps         |
| ---- | ----------------------- | -------- | -------- | ------- | ------------- |
| 2001 | Championnats du monde   | Edmonton | 7e       | 800 m   | 1 min 45 s 58 |
| 2001 | Jeux méditerranéens     | Radès    | 2e       | 800 m   | 1 min 49 s 21 |
| 2001 | Jeux de la Francophonie | Ottawa   | 1er      | 800 m   |               |
| 2001 | Universiade             | Pékin    | 1er      | 800 m   | 1 min 45 s 27 |
| 2002 | Championnats d'Afrique  | Radès    | 5e       | 800 m   |               |

## Records
| Épreuve | Temps         | Lieu  | Date               |
| ------- | ------------- | ----- | ------------------ |
| 800 m   | 1 min 45 s 27 | Pékin | 1er septembre 2001 |